# Ahmad Nawaf al-Ahmad as-Sabah

Ahmad Nawaf al-Ahmad as-Sabah

Scheich Ahmad Nawaf al-Ahmad as-Sabah (arabisch الشيخ أحمد النواف الأحمد الصباح, DMG aš-Šaiḫ Aḥmad an-Nawwāf al-Aḥmad aṣ-Ṣabāḥ, * 1956) ist ein kuwaitischer Politiker und Beamter sowie Mitglied der Herrscherfamilie. Von Juli 2022 bis Januar 2024 war er Premierminister von Kuwait. Er ist der älteste Sohn von Nawaf al-Ahmad al-Dschabir as-Sabah, einem verstorbenen Emir von Kuwait.

## Leben
Ahmad wurde als Sohn des späteren Emirs Nawaf und dessen Ehefrau Sharifa Suleiman Al Jasem geboren. Er studierte Handel an der Universität Kuwait und arbeitete danach für die Polizei von Kuwait und später für das Innenministerium. Nachdem Scheich Mischal al-Ahmad al-Dschabir as-Sabah das Amt des Kronprinzen übernommen hatte, wurde der Posten des stellvertretenden Chefs der Nationalgarde frei, und er wurde am 19. November 2020 zum stellvertretenden Chef der Nationalgarde im Rang eines Ministers ernannt, den er bis zum 9. März 2022 innehatte. Im März 2022 wurde er per Dekret des Emirs zum Vizepremierminister und zum Innenminister ernannt. Am 24. Juli wurde er vom Kronprinzen Mischal al-Ahmad al-Dschabir as-Sabah zum Premierminister ernannt und mit der Bildung einer neuen Regierung beauftragt. Ab Oktober 2022 war die Regierung im Amt, trat jedoch bereits im Januar 2023 zurück. Am 13. Juni 2023 wurde er vom Kronprinzen wieder zum Premierminister ernannt und erneut mit der Bildung einer neuen Regierung beauftragt. Im Amt des Premierministers von Kuwait wurde er am 4. Januar 2024 durch seinen Cousin Muhammad Sabah as-Salim as-Sabah ersetzt.

## Familie
Ahmad ist mit Basma Mubarak as-Sabah, einer Tochter seiner Cousine Anisa Abdullah al-Ahmad as-Sabah, verheiratet und Vater von zwei Söhnen und drei Töchtern.